# Clariallabes platyprosopos
Clariallabes platyprosopos és una espècie de peix de la família dels clàrids i de l'ordre dels siluriformes.

## Morfologia
Els mascles poden assolir els 29,5 cm de llargària total.

## Distribució geogràfica
Es troba a Àfrica: riu Zambesi i conca del riu Okavango.